# 알래스카 항공 1282편
알래스카 항공 1282편은 오리건주 포틀랜드 국제공항에서 캘리포니아주 온타리오 국제공항까지 알래스카 항공이 운항하는 미국내 정기 항공편이었다. 2024년 1월 5일 이륙 직후, 보잉 737 MAX 9 항공기 비상구의 마개가 분리되어 항공기에 통제할 수 없는 감압이 발생했다. 항공기는 비상착륙을 위해서 즉시 포틀랜드 공항으로 회항했으며, 승객 171명과 승무원 6명은 모두 사고에서 살아남았다. 현재 미국 연방 교통안전위원회는 이번 사고의 원인을 조사 중이다.

## 항공기
관련 항공기는 일련번호가 67501이고 등록기호가 N704AL인 보잉 737 MAX 9였다. 사고 당시 제조된지 두 달쯤 된 이 비행기는 2023년 10월 15일 첫 비행을 했고, 10월 31일 알래스카 항공에 인도돼 11월 11일 취항했다 항공편 추적기에는 해당 항공기는 사고 당시 145회의 비행을 수행했다고 기록되어있다.
MAX 9는 특정 숫자 이상의 승객이 탑승할 경우 사용할 수 있도록 양쪽 날개 뒤에 비상구를 갖추고 있었으나, 1282편 같이 적은 수의 승객이 타는 항공기에서는 비상구가 필요하지 않아 마개가 해당 위치에 설치되어 막고있었다.

## 사건
1282편은 승무원 6명과 승객 171명이 탑승한 채로 태평양 표준시 기준 오후 5시 7분에 포틀랜드 국제공항에서 이륙했다. 이륙 후 약 6분 후에 비상구를 막기 위해 공장에서 설치된 마개가 기체에서 분리되어 항공기의 제어할 수 없는 감압이 발생했다. 초기 보고에 따르면 구멍 바로 옆 좌석에는 아무도 앉지 않아 인명 피해는 없으나 3명의 승객은 치료가 필요한 경미한 부상을 입었고 일부 승객의 개인 소지품들은 구멍 밖으로 날아가면서 분실되었다. 일부 승객에 따르면 26열에 앉은 어린이는 셔츠가 찢어져 항공기 밖으로 빨려 나갔고, 어머니는 어린이가 빨려나가는 것을 막기 위해서 붙잡고 있었다. 감압 사건 직후 항공기의 산소 마스크가 내려왔다. 항공기 추적기에 따르면 사고가 발생했을 때 항공기는 약 16,000 피트 (4,900 m)까지 상승한 상태였다 . 조종사들은 10,000 피트 (3,000 m)까지 비상 강하해 포틀랜드로 돌아왔으며, 오후 5시 27분에 안전하게 비상 착륙했다

## 여파
알래스카 항공은 처음에 65대의 MAX 9 항공기의 운항을 중지시켰으나 18대가 "최근 대규모 방문유지보수의 일환으로" 마개 검사를 받았다고 판단한 후 다음날 18대의 운항을 재개했다. 1월 6일 후반에 미국 연방항공국은 필요한 검사 및 시정 조치가 있을 때까지 중간 객실 비상구에 마개가 설치된 모든 보잉 737 MAX 9 항공기를 운항 중지하도록 요구하는 비상 감항성 지침을 발표했다. 이후 알래스카 항공은 18대의 항공기를 다시 서비스에서 제외했다.
사고가 일어난 보잉 737 MAX 9 항공기는 한국에서 운항하지 않고있으나, 대한민국 국토교통부는 보잉 737 MAX 8을 운항하는 5개 항공사에 기체의 선제점검을 지시했으며, 특히 출입문의 구조적 결함 여부 및 기체와 출입문의 장착 여부 등을 집중적으로 확인할 것을 지시했다.
미국 연방 교통안전위원회와 연방항공국은 보잉의 지원을 받아 조사를 진행하고 있다.
사고 항공기는 전날 두 차례의 비행 중 여압 문제에 대한 경고가 표시되었던 것으로 알려졌다.

## 같이 보기
- 사우스웨스트 항공 1380편
- 유나이티드 항공 811편
- 아메리칸 항공 96편
- 알로하 항공 243편
- 영국항공 5390편
- 쓰촨 항공 8633편